# Akademícheskaya
Akademícheskaya (en ruso: Академи́ческая) es una estación del Metro de Moscú. La estación se encuentra en la línea Kaluzhsko-Rízhskaya, entre las estaciones Léninsky Prospekt y Profsoyúznaya.

## Nombre
La estación recibió ese nombre debido al gran número de instituciones académicas que se encontraban en la zona y que derivaban de la Academia de Ciencias de Rusia que, sin embargo, han cambiado de nombre en la actualidad.

## Historia
La estación se inauguró el 13 de octubre de 1962.

## Diseño

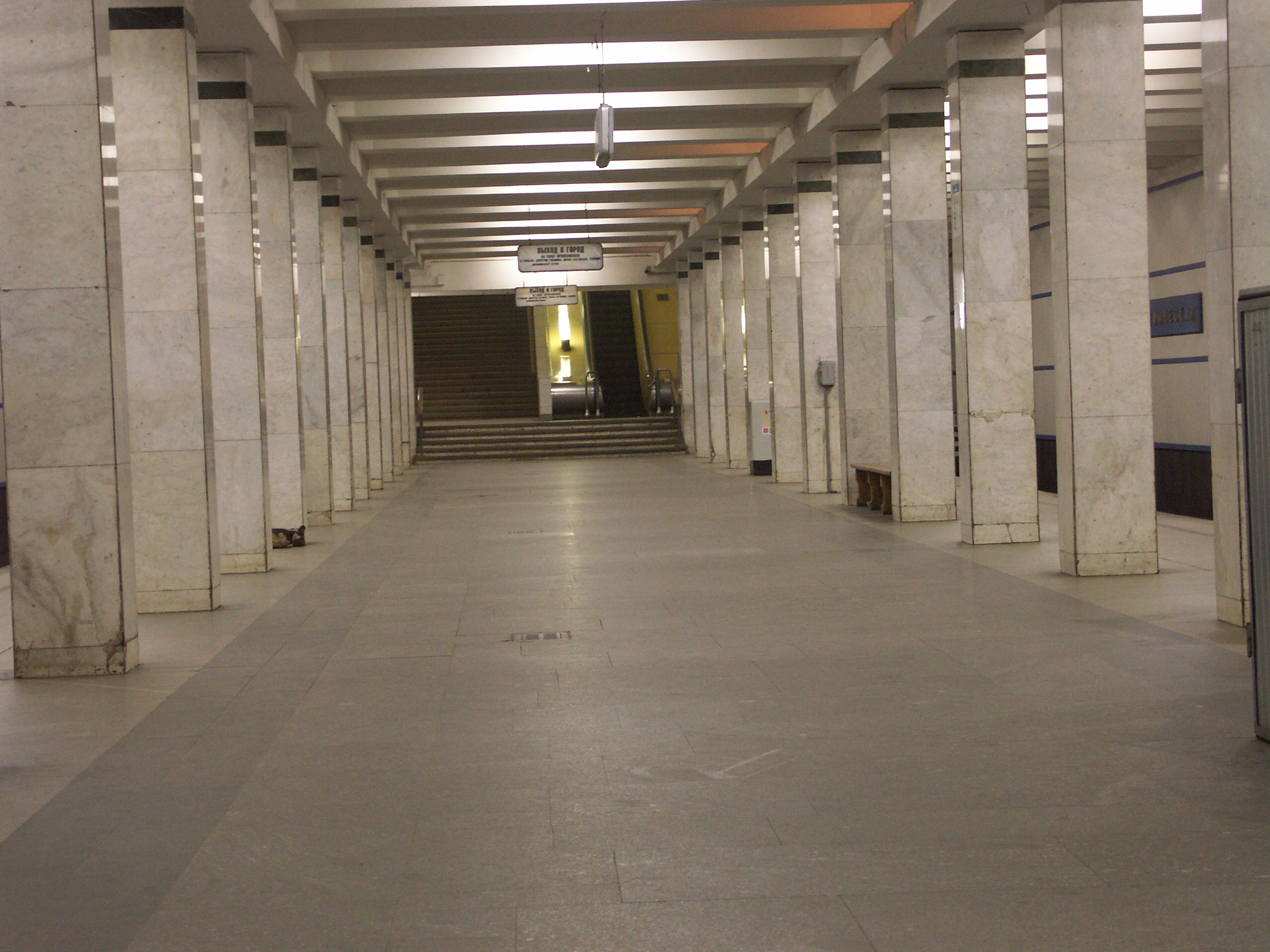
Pasillo central de la estación

Ideada por Yuliya Kolesnikova, Petukhova y Fokina, se construyó siguiendo el modelo relativamente nuevo de los pilares con tres pasillos, que se convirtió en el diseño más utilizado en los años 1960 por su bajo coste de construcción. La estación tiene pilares de mármol blanco acentuados con una línea de mármol negro muy cerca de la parte superior. Las paredes, que originalmente estaban recubiertas de azulejos blancos con cuatro líneas horizontales de azulejos azules, fueron cubiertas de nuevo en 2003 con placas de aluminio de colores similares para una apariencia más moderna y limpia.

## Accesos
Las entradas a la estación se encuentran alrededor de la plaza de Ho Chi Minh, en la intersección entre las calles Profsoyuznaya y Dmitriya.

## Conexiones
Esta estación no dispone de conexión con ninguna otra línea.